# 악교정수술
악교정수술, 턱교정수술 또는 턱수술은 상악골이나 하악골의 성장이 정상에서 벗어나 과잉, 부족, 혹은 비대칭적인 상태를 가지고 있을 때 이러한 형태와 크기의 변이를 바로잡는 수술을 말한다. 악교정수술은 턱뼈의 위치변화를 가져오기 때문에 수술 전후에 교정 치료가 수반되는 것이 일반적이다. 수술의 계획은 보통 교정 의사와 구강악안면외과 의사의 협의에 따라 결정된다. 따라서 일반적인 수술과는 달리 수술의 모든 준비 단계와 수술 후의 교합을 조절하는 단계의 기간이 길고 치료도 복잡한 수술에 속한다.